# Hybomitra trepida
Hybomitra trepida är en tvåvingeart som först beskrevs av Mcdunnough 1921.  Hybomitra trepida ingår i släktet Hybomitra och familjen bromsar. Inga underarter finns listade i Catalogue of Life.